# 熱橋
熱橋（ねっきょう）とはヒートブリッジ、サーマルブリッジ、コールドブリッジ、サーマルバイパスとも呼ばれる、周囲の材料よりも熱伝導率が高く、熱伝達のための抵抗が最も少ない経路を作成する領域または部品である。熱橋は対象物の熱抵抗の全体的な減少をもたらす。この用語は、熱橋が空調空間への、または空調空間からの熱伝達をもたらす建築物の熱的外被の文脈でしばしば議論される。
建物内の熱橋は、空間の空調に必要なエネルギー量に影響を与え、建物の外被内に結露（湿気）を引き起こしたり、熱的不快感を引き起こす可能性がある。寒い気候（イギリスなど）では、熱橋により熱損失が増え、そのために追加のエネルギーが必要になることがある。
熱橋を防ぐまたは減らすために建築部材の数を制限したり、断熱材を塗布して断熱材を作成するなどの対策がとられる事がある。

## 概念
熱伝達は、対流、放射、伝導の3つの現象で起こる。熱橋は伝導による熱伝達の一つである。熱伝達率は、材料の熱伝導率と熱橋の両側の温度差によって異なる。温度差がある場合、熱流は最も高い熱伝導率と最も低い熱抵抗を持つ材料を通る最も抵抗の少ない経路をたどる。この経路が熱橋である。熱のブリッジングは、建物内の他の部分よりも高い熱伝導率を持つ1つ以上の要素を介して外側と内側が直接接続されている建物内の状況を表す。